# آن ماري غيليناس
آن ماري غيليناس هي منتجة أفلام ومنتجة تلفزيونية كندية، ولدت في 18 يونيو 1964 في مونتريال في كندا.

## وصلات خارجية
- آن ماري غيليناس على موقع IMDb (الإنجليزية)
- آن ماري غيليناس على موقع قاعدة بيانات الفيلم (الإنجليزية)